# Tesis en 3 Minutos
Tesis en 3 Minutos (En euskera Tesia 3 Minutuan) es un concurso celebrado desde el año 2012 para premiar a aquellos estudiantes que mejor consigan transmitir al público general por qué su trabajo es importante y cuál es la aportación a la sociedad que realizan con él.
El concurso es promovido por el Vicerrectorado de Investigación de la Universidad Pública de Navarra en colaboración con la Unidad de Cultura Científica, el Servicio de Comunicación y el Centro Superior de Innovación Educativa, y cuenta con financiación de la Fundación Española para la Ciencia y Tecnología (FECYT).
La convocatoria, que está abierta todos aquellos investigadores y estudiantes de la propia Universidad Pública de Navarra que cumplan los requisitos establecidos en sus bases para poder participar, plantea el reto de explicar tener su investigación en tres minutos, de ahí el nombre, en una exposición oral y con un lenguaje sencillo, inteligible y accesible al gran público. Se premiará su capacidad para comunicar las ideas de un modo efectivo a un público no especializado.

## Historia
En la primera edición, celebrada en 2012, se inscribieron 21 personas; en 'Trabajos Fin de Máster', 15; y en 'Proyectos Fin de Carrera', 5. De ellos, 19 eran mujeres y 22 hombres.
Desde el año 2014, en su tercera edición, pueden participar aquellas personas de las cuatro universidades que componen el Campus Iberus (Universidades de Zaragoza, Lleida, La Rioja y la propia Pública de Navarra).
Este certamen suele celebrarse durante la Semana de la Ciencia, la Tecnología y la Innovación, que cuenta con la ayuda de la Fundación Española para la Ciencia y la Tecnología (FECYT), así como la colaboración del Planetario de Pamplona y de RNE. Como consecuencia del éxito del concurso especializado para las tesis universitarias, en 2017 se creó otro certamen paralelo denominado "En 3 Minutos" para galardonar a aquellos trabajos fin de estudios en Grado y Master.

## Modalidades del Concurso
Se han establecido tres modalidades para este concurso: 
- Modalidad A: Tesis doctorales.
- Modalidad B: Trabajos Fin de Máster.
- Modalidad C: Proyectos/Trabajos Fin de Carrera y/o Grado.

Los ganadores reciben un premio en metálico dotado con 1.000 euros en la modalidad A, y 500 euros en las modalidades B y C.